# 小行星7411
小行星7411（英語：7411）是一颗围绕太阳公转的小行星。1990年8月22日，亨利·E·霍爾特在帕洛马山发现了此天体。
这颗小行星的绝对星等为94.37944等。